# Steve Crocker
Stephen D. Crocker (Pasadena, Califórnia, 15 de outubro de 1944) é o inventor da série Request for Comments (RFC), autor da primeira RFC e muitos mais. Obteve seu bacharelado (1968) e doutorado (1977) pela Universidade da Califórnia em Los Angeles.
Steve Crocker tem trabalhado na comunidade da Internet desde a sua criação. Como estudante da UCLA na década de 1960, Steve Crocker auxiliou na criação dos protocolos da ARPANET, que serviram como base para a Internet de hoje. Para este trabalho, foi atribuído a Crocker o prêmio 2002 IEEE Internet.
Na UCLA, Crocker lecionou um curso de extensão em programação de computadores para os computadores mainframe IBM 7094. O curso foi destinado a ensinar linguagem de processamento digital e linguagem de montagem a professores de ensino médio, de forma que eles pudessem oferecer esses cursos em suas escolas. Crocker também participou do então recém-formado UCLA Computer Club.
Crocker foi gerente de programa da Agência de Projetos de Pesquisa Avançada (ARPA), pesquisador sênior no Information Sciences Institute da University of Southern California, fundador e diretor do Laboratório de Ciências da Computação da Aerospace Corporation e vice-presidente da Trusted Information Systems. Em 1994, Crocker foi um dos fundadores e Chief Technical Officer da CyberCash Em 1998, ele fundou a Executive DSL, um provedor de acesso DSL à Internet. Em 1999, ele fundou e foi Chief executive officer da Longitude Systems. Ele atualmente é CEO da Shinkuro, uma empresa de pesquisa e desenvolvimento.
Steve Crocker foi fundamental na criação do "Grupo de Trabalho sobre Redes" da ARPA, que, mais tarde, serviu como o incubadora para a criação do IETF.
Ele também tem sido diretor da área de segurança do IETF, membro do conselho do Internet Architecture Board, presidente do Security and Stability Advisory Committee (SSAC) da ICANN, membro do conselho da ISOC e ocupou diversos outros cargos voluntários relacionados à Internet.